# Afrocarpus mannii
Afrocarpus mannii är en barrträdart som först beskrevs av Joseph Dalton Hooker, och fick sitt nu gällande namn av Christopher Nigel Page. Afrocarpus mannii ingår i släktet Afrocarpus och familjen Podocarpaceae. IUCN kategoriserar arten globalt som sårbar. Inga underarter finns listade i Catalogue of Life.

## Bildgalleri

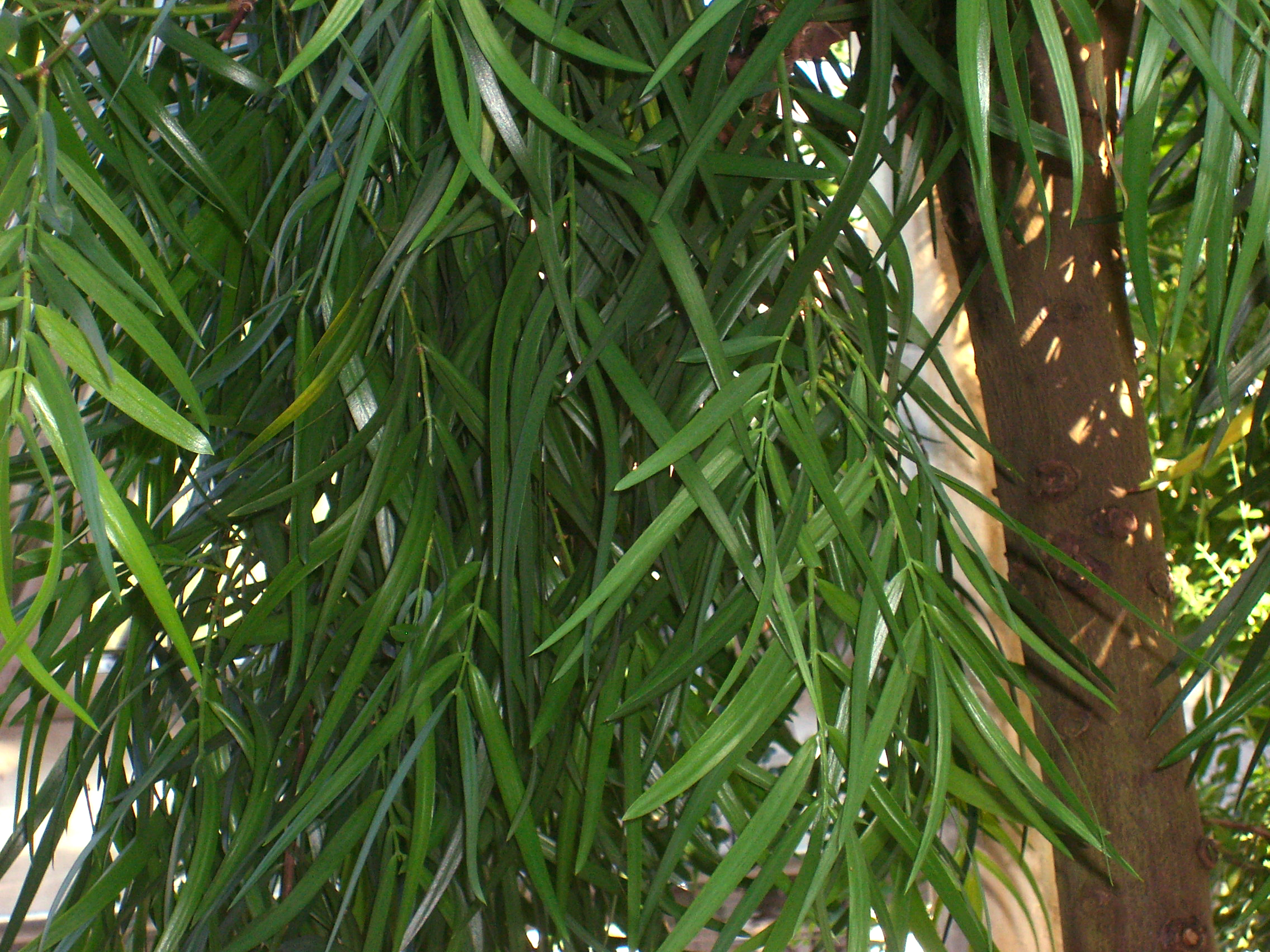
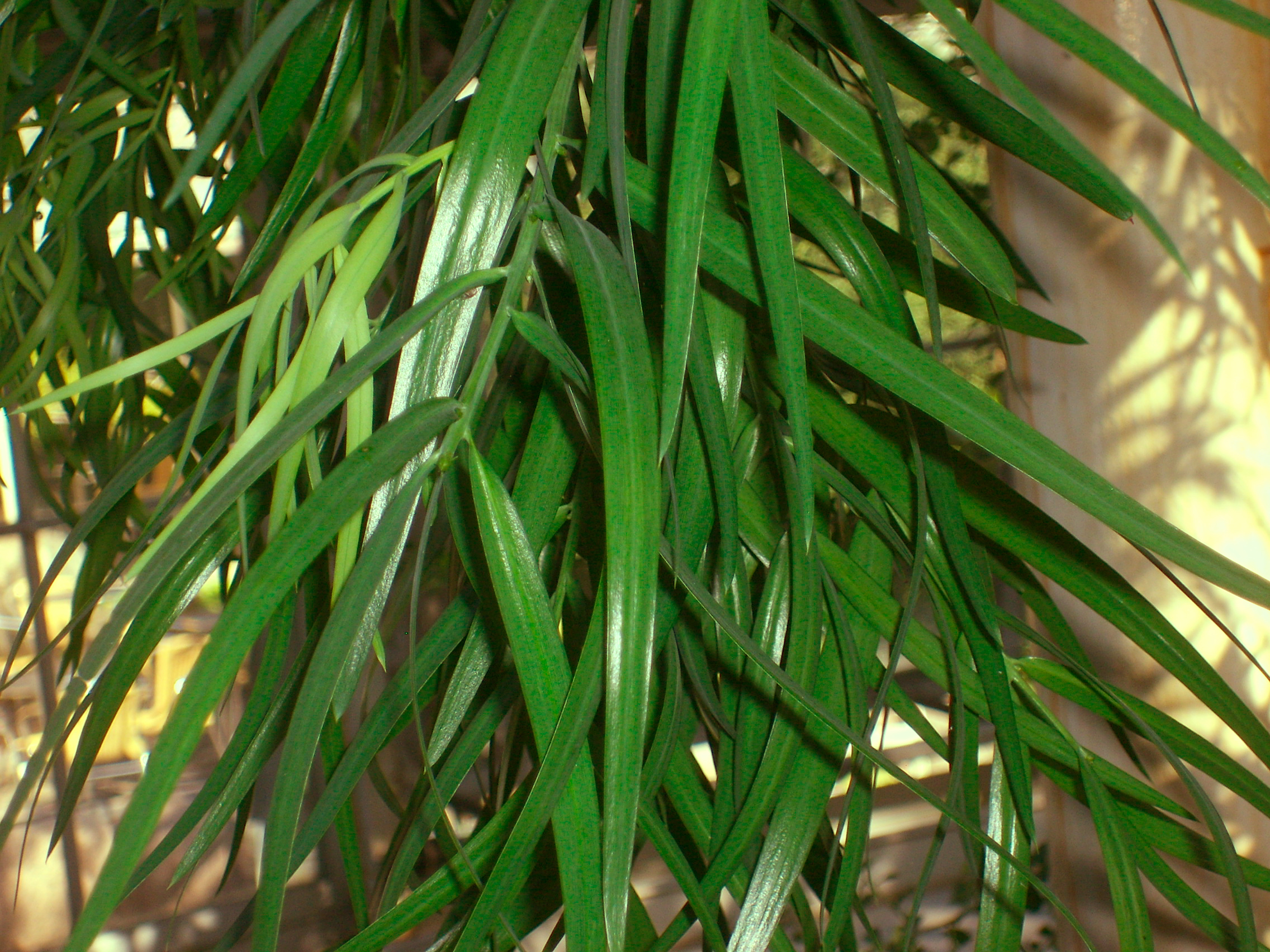
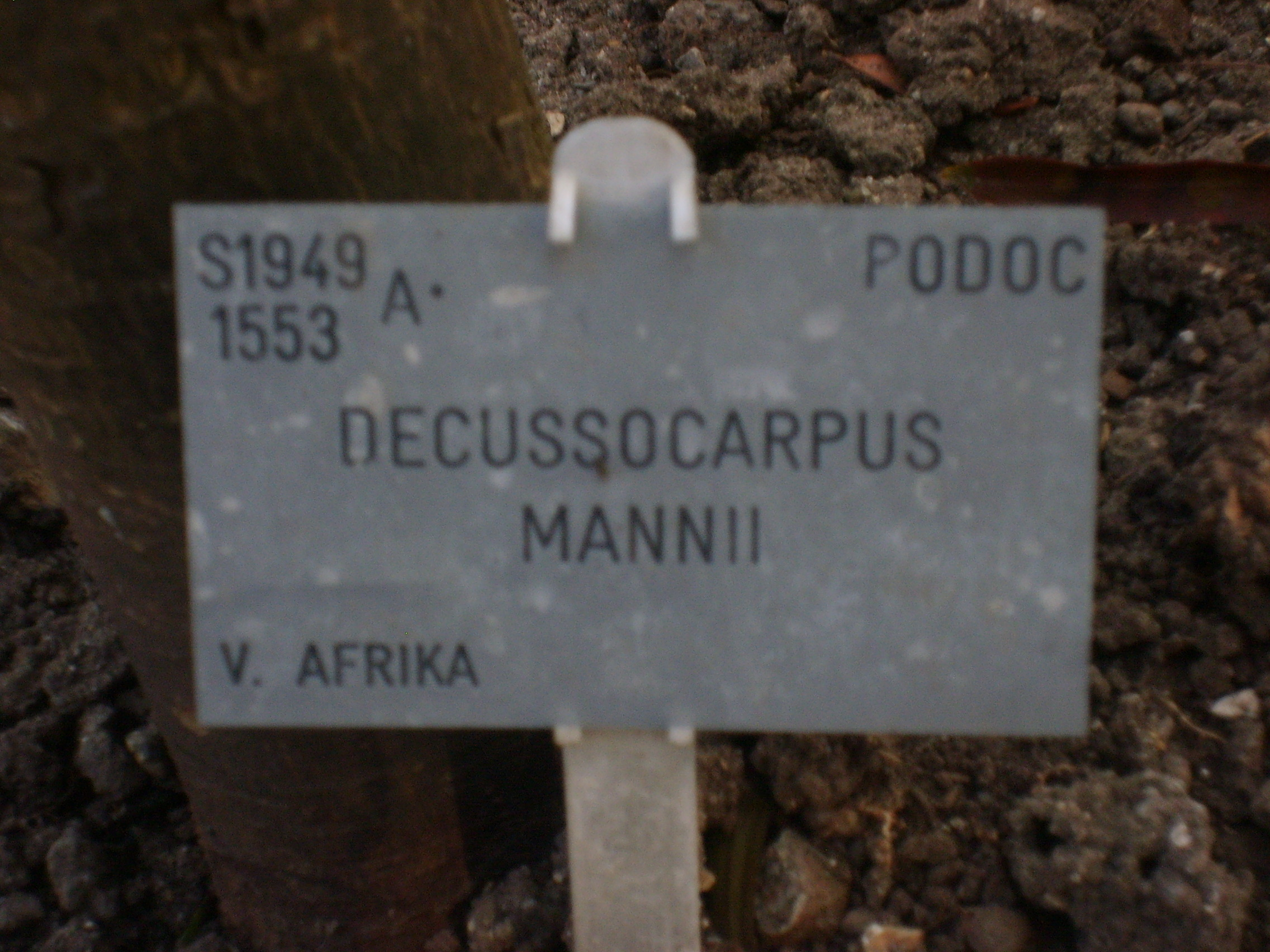